# Канглер, Фрэнк
Фрэнк Канглер (англ. Frank Kungler; 23 сентября 1873, Германия — 7 июля 1952, Сент-Луис, США) — американский борец, перетягиватель каната и тяжелоатлет, четырёхкратный призёр летних Олимпийских игр 1904.
На Играх 1904 в Сент-Луисе Канглер сначала соревновался в перетягивании каната. Его команда заняла третье место и выиграла бронзовые медали.
Затем он принял участие в соревнованиях по тяжёлой атлетике. В толчке двумя руками он занял третье место с результатом 79,61 кг. В многоборье Канглер после каждой попытки занимал последнее место, но так как всего участвовало только три спортсмена, то он получил бронзовую награду.
Последним видом спорта, в котором выступал Канглер, стала борьба, и в ней он соревновался только в категории свыше 71,7 кг. Он выиграл в полуфинале у Джозефа Дилга, но проиграл в финале Бернхаффу Хенсену и получил серебряную медаль.